# Hada calberlai
Hada calberlai là một loài bướm đêm trong họ Noctuidae.